# Říkov
Říkov (en allemand : Rikow) est une commune du district de Náchod, dans la région de Hradec Králové, en République tchèque. Sa population s'élevait à 222 habitants en 2022.

## Géographie
Říkov se trouve à 3 km au sud-ouest de Česká Skalice, à 12 km à l'ouest-sud-ouest de Náchod, à 24 km au nord-est de Hradec Králové et à 118 km à l'est-nord-est de Prague.

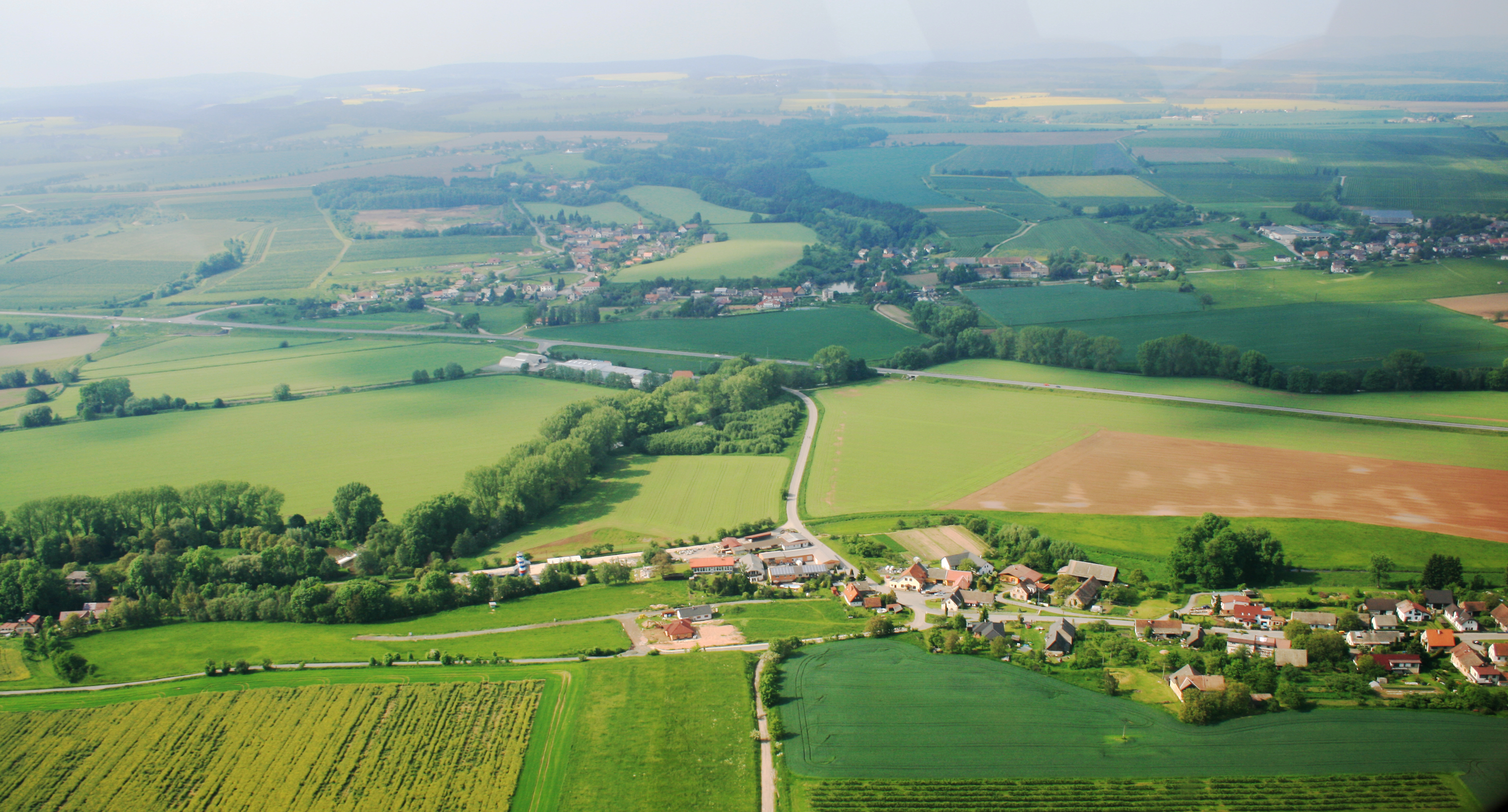
Říkov : vue aérienne.

La commune est limitée par la rivière Úpa et la commune de Velký Třebešov au nord, par Česká Skalice à l'est, par Velká Jesenice au sud, et par Jaroměř au sud et à l'ouest.

## Histoire
La première mention écrite de la localité date de 1436.

## Transports
Par la route, Říkov se trouve à 3 km de Česká Skalice, à 13 km de Náchod, à 33 km de Hradec Králové et à 145 km de Prague. 